# Sablia saueri
Sablia saueri là một loài bướm đêm trong họ Noctuidae.